# Ilse Middendorf

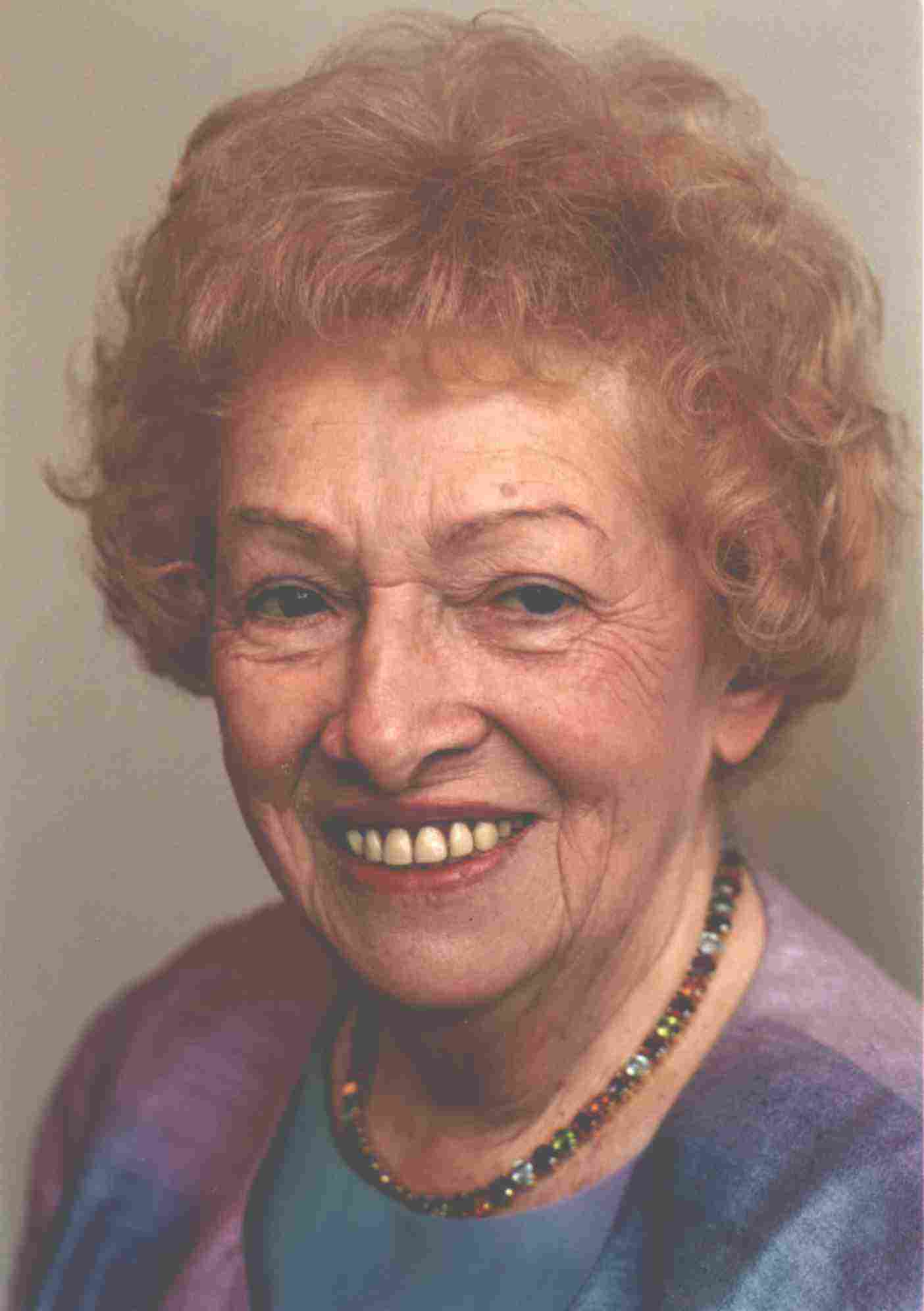
Ilse Middendorf (1996)

Ilse Middendorf (* 21. September 1910 in Frankenberg/Sa.; † 2. Mai 2009 in Berlin) war eine deutsche Atemtherapeutin und Begründerin einer Atemlehre, die sie selbst als Erfahrbarer Atem bezeichnete.

## Leben und Werk
Ilse Middendorf wurde als Ilse Kullrich geboren, ihr Vater war Textilfabrikant, die Mutter Modeschöpferin. Mit 18 Jahren ließ sie sich gegen den Willen der Eltern zur Gymnastiklehrerin ausbilden. Sie besuchte die Atemschule von Clara Schlaffhorst und Hedwig Andersen und absolvierte am „Institut für Atem- und Nervenpflege“ in Baden-Baden, das zu den Yogaschulen zählte, eine Ausbildung bei dem Atemlehrer Emil Aurelius-Baeuerle. Mit Mitte 20 eröffnet sie in Berlin-Lichterfelde eine eigene Praxis. Über ihre erste Lehrerin, die Tänzerin Ewe Waren, schrieb Ilse Middendorf, sie habe ihr „durch Bewegung, Atem und Meditation die Einheit unserer menschlichen Existenz deutlich gemacht“. Prägenden Einfluss hatte auch der jungianische Tiefenpsychologe und der Atemtherapeut Cornelius Veening, selbst Schüler von Schlaffhorst/Andersen, der sie ermutigte eine eigene Atemlehre zu begründen.
1940 heiratete sie den Organisten Jost Langguth, der im Zweiten Weltkrieg fiel. 1941 wurde ihr Sohn Helge Langguth geboren, der bis heute ein Ilse-Middendorf-Institut in Beerfelden leitet. 1950 heiratete sie den Fotografen Erich T. Middendorf (1903–1985), dessen fotografischen Nachlass sie dem Landesarchiv Berlin übereignete.

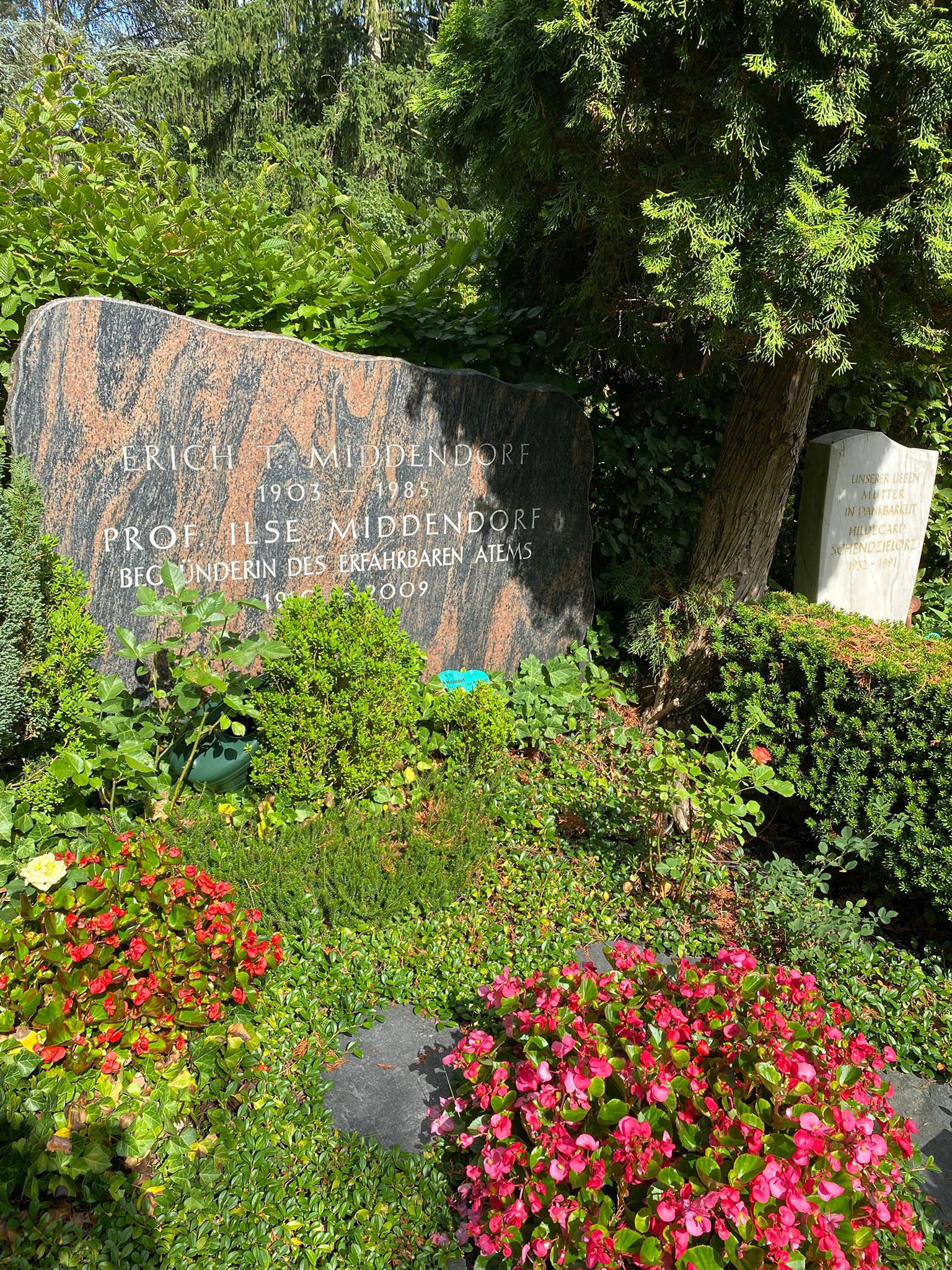
Grabstätte auf dem Parkfriedhof Lichterfelde

1965 gründete Ilse Middendorf in Berlin das Institut für Atemtherapie und Atemunterricht, das heute den Namen Ilse Middendorf Institut für den Erfahrbaren Atem trägt. Sie bezog die hochherrschaftlichen ehemaligen Wohnräume der Prinzessin Viktoria-Luise am Viktoria-Luise-Platz in Berlin-Schöneberg, wo sich die Schule bis heute befindet. Den Kernsatz ihrer Atemlehre beschreibt Ilse Middendorf folgendermaßen: Jeder Mensch sei eine Individualität und der Atem genauso individuell wie ein Gesicht oder die Gliedmaßen. Einige Atemtherapien setzten den Atem gezielt ein, um bestimmte heilende Wirkungen auf den Körper zu erreichen, der erfahrbare Atem gehe einen anderen Weg. Das Atmen soll bewusst erfahren werden, aber ohne dass er vom Willen oder Denken gesteuert wird. „Ich lasse meinen Atem kommen, ich lasse ihn gehen und warte, bis er von selber wieder kommt.“
1971 wurde Middendorf als Professorin an die Hochschule für Musik und Darstellende Kunst in Berlin berufen und lehrte dort Atem- und Körperbildung sowie Tonlehre für Schauspieler und Sänger. Zu ihren Schülerinnen und Schülern gehörten unter anderen der Berliner Intendant Walter Felsenstein, der Liedermacher Klaus Hoffmann und die Schauspielerin Gaby Dohm. Bis 2004 gab sie zahlreiche Fortbildungsseminare im In- und Ausland.
Ilse Middendorf ist auf dem Parkfriedhof Lichterfelde begraben.

## Schriften
- Der Erfahrbare Atem. Mit 2 CDs: Eine Atemlehre, Band 2, Band 28 von Reihe Innovative Psychotherapie und Humanwissenschaften, Junfermann Verlag, 1990 ISBN 978-3-87387-218-9
- Der Erfahrbare Atem in seiner Substanz, Junfermann Verlag, 2000 ISBN 978-3-87387-397-1 (3. Aufl. 2008)
- Psychosomatische Störungen, mit Jakob Derbolowsky, Psychopaedica 1999, ISBN 978-3-933400-04-8